# معركة الطعام! (فلم)
معركة الطعام! (بالإنجليزية: Foodfight!) هو فيلم رسوم متحركة أمريكي من إنتاج ثريسهولد أنيميشن ستوديوز، صدر عام 2012. الفيلم من إخراج لورنس كاسانوف وبطولة تشارلي شين، واين برادي، هيلاري داف، إيفا لانغوريا، لاري ميلر وكريستوفر لويد.

## القصة
في إطار خيالي تدور الأحداث داخل متجر كبير، فعندما تطفأ الأنوار، وتغلق أبواب هذا المتجر الكبير تسود الفوضى، وتدب الحياة في المنتجات الاستهلاكية المختلفة، ويظهر الكلب المحقق (ديكس) كالشخصية الأبرز، وحافظ النظام في المكان ، مستعرضًا مواهبه الكبيرة في مجال كشف الجرائم، وقدرته على اكتشاف المجرمين.

## الميزانية والإيرادات
بلغت تكلفة إنتاج الفيلم حوالي 45-65 مليون دولار بينما حقق إيرادات تقدر بـ 120.323 دولار.

## وصلات خارجية
- مقالات تستعمل روابط فنية بلا صلة مع ويكي بيانات